# Wolfram von Grumbach
Wolfram von Grumbach (mort le 6 juillet 1333 à Wurtzbourg) est prince-évêque de Wurtzbourg de 1322 à sa mort.

## Biographie
Wolfram von Grumbach vient de la famille von Grumbach originaire d'Unterpleichfeld. On le cite parfois sous le nom de Wolfram Wolffskeel von Grumbach. Cependant même Alfred Wendehorst n'a pas pu prouver qu'il est l'oncle de Otto von Wolfskeel, son successeur.
Son père est Wolfelin et sa mère vient de la famille von Scherenberg. Son frère Berthold est prévôt, sa sœur Elisabeth abbesse à l'abbaye de Himmelspforten (de).
Wolfram est l'un des rares princes à soutenir le pape Jean XXII face à Louis de Bavière. Le pape lui demande d'aider Heinrich von Sternberg devant la récupération de l'archidiocèse de Bamberg. Il s'allie avec l'archevêque de Mayence Matthias de Bucheck (de), l'évêque de Strasbourg Jean de Dürbheim et le duc d'Autriche Léopold, le frère de Frédéric le Bel. Après des défaites, notamment face à Heinrich von Hohenberg (de), le prince-abbé de Fulda, et la menace d'interdit pour Schwäbisch Hall favorable à Louis, Wolfram change d'opinion. Il fait une alliance défensive avec Berthold VII d'Henneberg-Schleusingen et Frédéric IV de Nuremberg, aux côtés de Louis. Il se réconcilie avec le souverain tout en restant en de bons termes avec le pape. L'empereur lui demande de faire partie des trente glaives dans la bataille contre la marche de Brandebourg en 1331, Wolfram participe aussi à l'opposition à Henri XIV de Bavière et au siège de Straubing.
Wolfram von Grumbach mène aussi un harcèlement contre Wolfram von Rotenhan. Le château est détruit en 1324 et le domaine intégré au diocèse. Albrecht V von Hohenlohe lui vend le château et la ville de Möckmühl, en contrepartie il est nommé intendant du château de Stolberg.
En conflit avec le prince, des citoyens de Würzburg pénètrent de force dans la cathédrale en 1323. Après un procès l'année suivante, ils sont bannis de la ville. En 1327, la ville et l'évêché signent un accord de soutien en cas de guerre. Louis de Bavière confirme en 1332 la souveraineté de la ville.
Sous le règne de Wolfram, de nombreux diocèses sont créés : Marktbreit en 1324, Urphar, Binsfeld et Halsheim en 1325, Zeilitzheim en 1328, Waldhausen, Erzberg et Stockheim en 1330, Schonungen en 1332, Adelshofen, Bettwar et Oberstreu en 1333. En 1329 et 1330, il organise un synode des diocèses.

## Source, notes et références
- (de) Cet article est partiellement ou en totalité issu de l’article de Wikipédia en allemand intitulé « Wolfram von Grumbach » (voir la liste des auteurs).
- Alfred Wendehorst: Das Bistum Würzburg Teil 2 - Die Bischofsreihe von 1254 bis 1455. In: Max-Planck-Institut für Geschichte (Hg.): Germania Sacra - Neue Folge 4 - Die Bistümer der Kirchenprovinz Mainz. Berlin 1969.  (ISBN 978-3-11-001291-0). S. 50–56.